# Nazionale femminile di hockey su prato dell'Argentina
La nazionale di hockey su prato femminile dell'Argentina (sp. Selección femenina de hockey sobre césped de Argentina) è la squadra femminile di hockey su prato rappresentativa dell'Argentina ed è posta sotto la giurisdizione della Confederación Argentina de Hockey.
Sono chiamate Las Leonas (Le Leonesse).

## Partecipazioni

### Mondiali
- 1974 – 2º posto
- 1976 – 2º posto
- 1978 – 3º posto
- 1981 – 6º posto
- 1983 – 9º posto
- 1986 – 7º posto
- 1990 – 9º posto
- 1994 – 2º posto
- 1998 – 4º posto
- 2002 – Campione
- 2006 – 3º posto
- 2010 – Campione
- 2014 – 3º posto
- 2018 – 7º posto
- 2022 – 2º posto

### Olimpiadi
- 1980 - non partecipa
- 1984 - non partecipa
- 1988 - 7º posto
- 1992 - non partecipa
- 1996 - 7º posto
- 2000 - 2º posto
- 2004 - 3º posto
- 2008 - 3º posto
- 2012 - 2º posto
- 2016 - 7º posto
- 2020 - 2º posto
- 2024 - 3º posto

### Champions Trophy
- 1987 - non partecipa
- 1989 - non partecipa
- 1991 - non partecipa
- 1993 - non partecipa
- 1995 - 6º posto
- 1997 - non partecipa
- 1999 - 4º posto
- 2000 - 4º posto
- 2001 - Campione
- 2002 - 2º posto
- 2003 - 4º posto
- 2004 - 3º posto
- 2005 - 4º posto
- 2006 - 4º posto
- 2007 - 2º posto
- 2008 - Campione
- 2009 - Campione
- 2010 - Campione
- 2011 - 2º posto
- 2012 - Campione
- 2014 - Campione
- 2016 - Campione
- 2018 - 3º posto

### Coppa panamericana
- 2001 - Campione
- 2004 - Campione
- 2009 - Campione
- 2013 - Campione
- 2017 - Campione
- 2022 - Campione

### Giochi panamericani
- 1987 - Campione
- 1991 - Campione
- 1995 - Campione
- 1999 - Campione
- 2003 - Campione
- 2007 - Campione
- 2011 - 2º posto
- 2015 - 2º posto
- 2019 - Campione
- 2023 - Campione